# 2007年7月

## 7月31日
- 菲律賓麥格塞塞獎，公布今年的得獎者名單，七名獲獎者當中，有三名來自中國，分別是突出表現領袖獎的盲眼維權律師陳光誠與愛滋村志工杜聰，以及和平暨國際關係獎的中國環保第一人唐錫陽。自由電子報
- 道琼斯董事会接受新闻集团的50亿美元收购交易。BBC中文网（页面存档备份，存于）
- 聯合國安全理事會通過決議（第1769(2007)号决议（页面存档备份，存于）），授權聯合國與「非洲聯盟」合組兵力前往非洲蘇丹共和國西部達富爾地區，展開歷來最大規模的維和行動。中時電子報[永久]自由電子報東森新聞報（页面存档备份，存于）
- 位于北爱尔兰的英国皇家爱尔兰团正式解散，持续达38年的北爱尔兰军事冲突正式终结。

## 7月30日
- 英國軍隊結束在北愛爾蘭長達38年的軍事行動。英國廣播公司（页面存档备份，存于）
- 英國首相白高敦訪問美國，與總統小布什會面，承諾加強兩國關係。紐約時報（页面存档备份，存于）
- 阿富汗塔利班武装组织称，塔利班组织再次杀死一名韩国人质。新华网 Archive.today的存檔，存档日期2013-04-28

## 7月29日
- 2007年环法自行车赛在巴黎落幕，美國探索頻道自行車隊的车手阿尔伯托·康塔多获得个人总成绩冠军，美国探索频道车队获得车队总成绩冠军。新华网
- 伊拉克队擊敗沙烏地阿拉伯队，奪得2007年亞洲盃足球賽冠军，这是伊拉克队首次夺得亚洲杯赛的冠军。紐約時報
- 2007年日本參議院選舉，在野民主黨在需要改選的121席中獲得60席，執政自由民主黨僅得37席。首相安倍晉三表明不會辭職。日本放送協會
- 朝鮮民主主義人民共和國舉行地方選舉，朝鮮勞動黨總書記金正日也於當天在咸鏡南道投票。朝鮮勞動黨機關報《勞動新聞》在當天發表社論，批評日美等國的選舉制度“只保護少數剝削階級的利益，損害大多數勞動者和大衆的權利與利益，是充滿了欺騙的反人民制度”。澳門日報
- 大韓民國駐華大使館政務公使黃正一，上午就醫時因呼吸障礙不幸猝逝。自由電子報

## 7月28日
- 美國將會在未來十年向埃及、沙烏地阿拉伯和以色列出售總值50億美元的武器，以反制伊朗。華盛頓郵報[]

## 7月27日
- 二架新聞採訪直昇機在亞利桑那州鳳凰城報道汽車追逐時發生碰撞墜毀，四人罹難。BBC新聞（英文）（页面存档备份，存于）
- 法国前总理德维尔潘因被控试图诬蔑现任总统萨爾科齐而受到正式司法调查。新华网（页面存档备份，存于）
- 美国国务卿赖斯宣布，美国和印度已经就民用核能合作协议的执行协议达成一致。新华网 Archive.today的存檔，存档日期2013-04-28
- 世界卫生组织发布报告，讨论接触环境中的化学品在儿童的不同生长阶段给儿童健康造成的影响。联合国新闻（页面存档备份，存于）
- 巴基斯坦首都伊斯兰堡自杀式爆炸袭击导致70多人伤亡。新华网 Archive.today的存檔，存档日期2013-04-28
- 台灣總統陳水扁再度去函聯合國秘書長潘基文與聯合國安理會主席王光亞，除重申聯合國憲章外，並表示只有安理會及聯合國大會才有權決定入會申請案。自由電子報東森新聞報（页面存档备份，存于）自由電子報東森新聞報（页面存档备份，存于）

## 7月26日
- 中共中央政治局会议决定给予陈良宇开除党籍、开除公职处分，对其涉嫌犯罪问题2006年上海社保基金挪用案移送司法机关依法处理。新华网[]
- 巴格达一市场发生汽车炸弹爆炸20人死亡，60多人受伤。新华网 Archive.today的存檔，存档日期2013-04-28
- 印度尼西亚苏门答腊岛和马鲁古岛附近海域先后发生里氏6级以上强烈地震。新华网
- 欧盟正式致函美国英特尔公司，对其涉嫌滥用市场垄断地位打压AMD公司提出反垄断指控。新华网

## 7月25日
- 美國學者沃德·邱吉爾被指學術失德被科羅拉多大學校董會辭退。衛報（页面存档备份，存于）

## 7月24日
- 阿富汗政府證實綁架了23名南韓人質的塔利班組織已處死一名韓國人質。新浪網（页面存档备份，存于）亞洲時報（页面存档备份，存于）

## 7月23日
- 中东问题有关四方特使布莱尔抵达约旦，展开他为期三天有关巴勒斯坦建国的行程。BBC中文网（页面存档备份，存于）
- 英國水災，塞文河水位達到六十年一遇的水平，而且預期會繼續上漲，影響數萬居民的水電供應。首相白高敦到災情最嚴重的格洛斯特郡視察。明報（页面存档备份，存于）每日電訊報（页面存档备份，存于）
- 台灣總統陈水扁致函联合国秘书长潘基文，要求以「台灣」名义加入联合国，遭「退件」拒绝处理。联合新闻网中時電子報[永久]自由電子報北京新浪网（页面存档备份，存于）

## 7月22日
- 泰國首都曼谷爆發自去年9月政變以來最嚴重的警民衝突。約5000名示威者聚集在前首相炳·廷素拉暖寓所外，抗議推翻前首相他信。示威者與防暴警察打鬥，多達270人受傷。他信在香港呼籲支持者保持和平態度。明報（页面存档备份，存于）
- 第23届土耳其大国民议会选举结果揭晓，执政的正义与发展党赢得大选。央视国际（页面存档备份，存于）

## 7月21日
- 普拉蒂巴·帕蒂尔以明显优势赢得总统大选，成为印度独立后的首位女总统。搜狐（页面存档备份，存于）
- J·K·羅琳的《哈利波特》系列的最後一部，《哈利波特—死神的聖物》發行。英國廣播公司（页面存档备份，存于）
- 英軍總參謀長丹納特將軍一份備忘錄指出，英國兵源已到達極限。每日電訊報（页面存档备份，存于）
- 在塔利班威脅要殺死十八名南韓傳教士後，南韓政府宣佈在年底撤職在阿富汗的軍隊。另外塔利班聲稱被其處決的兩名德國人質，阿富汗政府指一人仍然生存，另一名死於心臟病發：較早前德國宣佈不會撤軍。衛報（页面存档备份，存于）新華社（页面存档备份，存于）環球郵報
- 聯合國經濟及社會理事會成員決定，中止曾助台灣代表發言的非政府組織「自由國際」在聯合國咨商地位一年，又推翻一月對魁北克一個同性戀組織獲得諮商地位的否決決定。滿地可公報
- 位於阿拉伯聯合大公國杜拜市的杜拜塔工程超越台灣的台北101，成為新的世界第一高樓，但正式的世界第一高樓名義則需直到2008年完工。

## 7月20日
- 在建的阿联酋迪拜塔达到512.1米，成为世界第一高楼。搜狐（页面存档备份，存于）
- 近200万玻利维亚民众在拉巴斯举行集会，要求制宪大会停止关于将行政首都迁往苏克雷的讨论。搜狐（页面存档备份，存于）
- 朝核问题第六轮六方会谈团长会中午在北京闭幕。BBC中文网（页面存档备份，存于）
- 日本執政自民黨在參議院選舉前夕再有內閣部長失言：外相麻生太郎指中國米價比日本高，「就連老人癡呆症患者都知道」。明報（页面存档备份，存于）
- 日本召開進口食品安全管理會議。自由電子報
- 美國總統小布什簽署行政命令，禁止以"殘忍、非人道和卑鄙"手法對待恐怖活動嫌疑人。BBC（页面存档备份，存于）
- 巴基斯坦最高法院判決，今年三月被總統穆沙拉夫革職的首席大法官伊夫蒂哈爾·喬杜里獲得復職。BBC（页面存档备份，存于）
- 歐洲聯盟禁止在食品中使用紅色2G染料。路透社（页面存档备份，存于）

## 7月19日
- 俄羅斯為報復英國較早前驅逐其四名外交官，宣佈驅逐四名英國外交官。英國廣播公司（页面存档备份，存于）
- 日本基金經理村上世彰被裁定內線交易罪名成立，判處2年有期徒刑。中國時報[永久]
- 杜瓊斯指數首度以14,000點收市。CNN[]
- 加拿大科學家花18年研究，設計出一套被稱為「奇努克」的國際象棋電腦程式，聲稱遊戲中任何人都不可能戰勝電腦。科學雜誌（页面存档备份，存于）
- 太空船卡西尼號發現土星第六十顆衛星，暫名為弗蘭（Frank）。加拿大廣播公司（页面存档备份，存于）
- 阿富汗塔利班組織挾持23名韓國籍基督教傳教士，要求韓國軍隊撤出阿富汗，同時要求阿富汗政府釋放被逮捕的塔利班成員。

## 7月18日
- 美國紐約市大中央車站附近的一條地下蒸氣管道斷裂，導致1死44傷。CNN（页面存档备份，存于）
- 《自然雜誌》發表研究報告，指大不列顛島與歐洲大陸分開是一場距今20萬年前的洪水導致的。自然雜誌（页面存档备份，存于）
- 中国济南遭遇特大暴雨袭击，数十人死亡。新浪网

## 7月17日

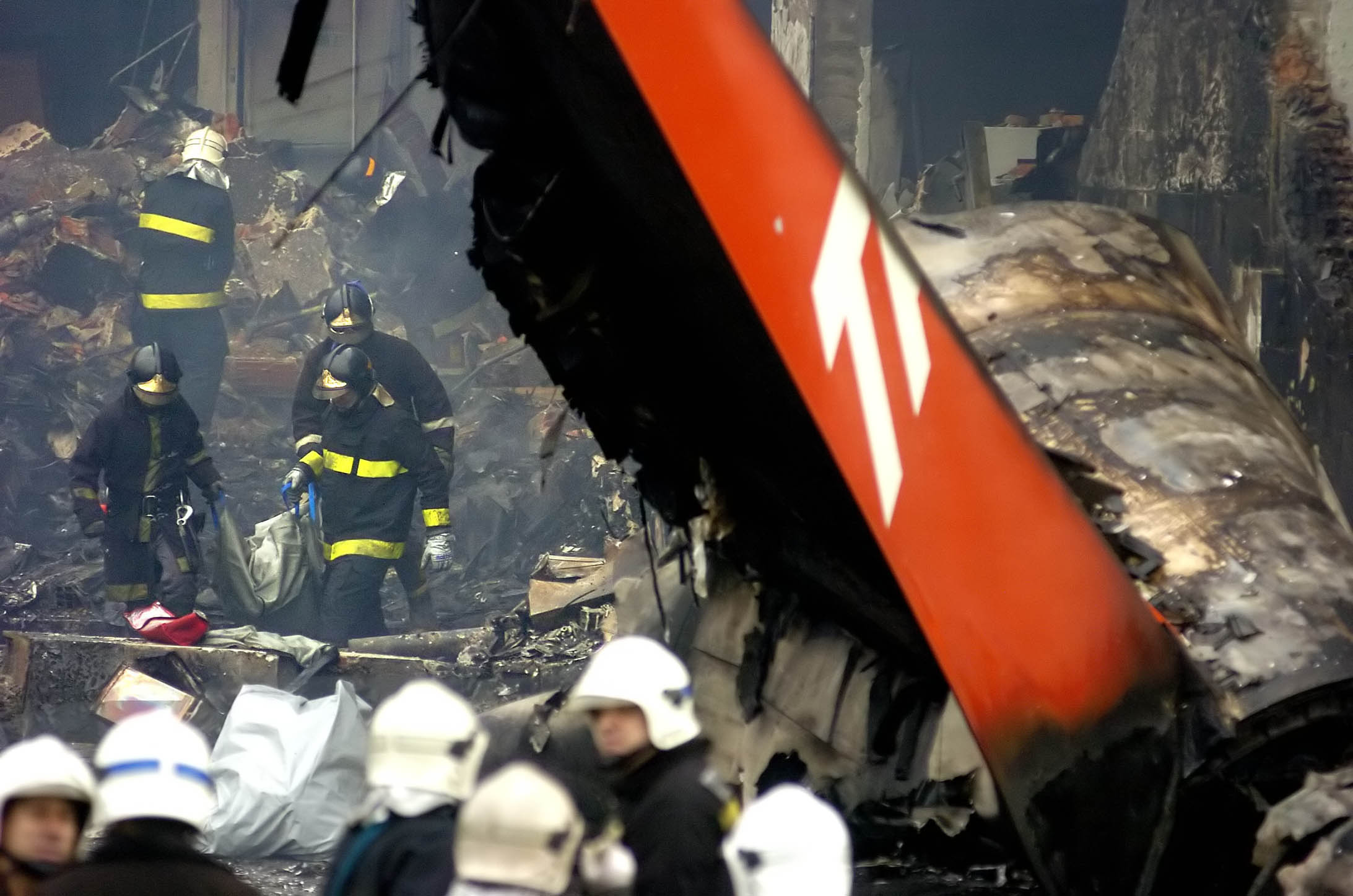
巴西天馬航空3054號班機失事現場

- 一架由巴西阿雷格里港前往最大城市聖保羅的巴西天馬航空3054號班機在降落孔戈尼亞斯國際機場時衝出跑道撞入一座水泥建築，機上186名人員以及數名地面人員喪生。CNN
- 利比亞法院把原本判處死刑的六名保加利亞醫護人員改判為無期徒刑，他們被指令400多名當地兒童感染愛滋病。新華社（页面存档备份，存于）

## 7月16日
- 日本新潟縣柏崎市外海發生6.7級強震，已造成9死1000多人傷。yahoo中国[]NHK 香港有線電視新聞
- 联合国国际原子能机构负责人巴拉迪证实，朝鲜的确已经关闭其宁边核反应堆。BBC中文网（页面存档备份，存于）
- 一位英國人在北極水域游泳一公里，呼籲國際社會關注全球暖化的問題。英國廣播公司（页面存档备份，存于）
- 英國為報復俄羅斯在利特維年科事件的態度，決定驅逐四名外交官。俄羅斯稱之為「不道德」，並將將產生非常嚴重的後果。英國廣播公司（页面存档备份，存于）

## 7月15日
- 巴西国家足球队以3:0战胜阿根廷队获得2007年美洲杯足球赛冠军。新华网
- 索馬里各方在首都摩加迪沙召開的和平談判因會場外有迫擊砲襲擊被迫中止。法新社（页面存档备份，存于）

## 7月14日
- 俄罗斯总统弗拉基米尔·普京签署法令，宣布暂停履行《欧洲常规武装力量条约》。搜狐（页面存档备份，存于）
- 美國國務院發言人指朝鮮已經關閉位於寧邊的核子反應堆。BBC（页面存档备份，存于）
- 以色列同意赦免178名被以方通緝的法塔赫武裝派別成員。國土報（页面存档备份，存于）
- 天主教洛杉磯總教區同意向40年代以來遭教區神職人員性侵犯的508名教友，賠償共6.6億美元。BBC中文网（页面存档备份，存于）

## 7月13日
- 世界上其中一台最大的天文望遠鏡在大西洋的加那利群島投入使用。英國廣播公司（页面存档备份，存于）

## 7月12日
- 墨西哥法院中止起訴在任內政部長期間屠殺學生的前總統路易·埃切維利亞的訴訟。英國廣播公司（页面存档备份，存于）
- 美國眾議院通過法案，要求總統小布什在2008年4月1日從伊拉克撤走所有戰鬥人員。紐約時報（页面存档备份，存于）
- 在較早前被殺的巴基斯坦紅色清真寺領袖之弟，聲言圍攻事件將令巴基斯坦爆發「伊斯蘭革命」。衛報（页面存档备份，存于）

## 7月11日
- 智利法院宣布秘魯前總統阿爾韋托·藤森無需被引渡回國。英國廣播公司（页面存档备份，存于）

## 7月10日
- 倫敦地鐵爆炸案四名嫌疑人被裁定犯陰謀策劃謀殺罪。CCTV（页面存档备份，存于）
- 韓國政府考虑宣布朝鲜战争正式结束。新浪網（页面存档备份，存于）
- 巴基斯坦政府军向红色清真寺发起进攻，8名政府军士兵和50名清真寺内的抵抗人员丧生。BBC（页面存档备份，存于）CCTV（页面存档备份，存于）
- 英國發生水災，影響糧食價格上漲。每日電訊報（页面存档备份，存于）明報（页面存档备份，存于）
- 美國佛蒙特州的春田擊敗其他十三個同名城市，成為電影版舉行首映禮的地方。英國廣播公司（页面存档备份，存于）

## 7月9日
- 阿拉伯聯盟宣布將派出約旦和埃及的代表在7月11日訪問以色列，是歷史上首次。CNN
- 南美洲受寒流吹襲。阿根廷首都布宜諾斯艾利斯自1918年以來首度降雪。英國廣播公司（页面存档备份，存于） 人民网[]
- 近日侵襲美國西部的熱浪蔓延到美國東北部。彭博通訊社（页面存档备份，存于）

## 7月8日
- 美國宾夕法尼亚州州政府因預算問題部分關閉。新華社 Archive.today的存檔，存档日期2013-04-28
- 一名香港女遊客在非洲剛果民主共和國墜入尼拉貢戈火山的火山口內喪生。BBC中文網（页面存档备份，存于）
- 首架波音787“梦想”飞机下线。新华网（页面存档备份，存于）
- 巴勒斯坦新總理法耶茲首次和以色列外長利夫尼在耶路撒冷見面。BBC中文網（页面存档备份，存于）
- 2007年温布尔登网球锦标赛落幕。羅傑·費達拿以平博里的紀錄第五度封王，維納斯·威廉姆斯也四度封后。BBC（页面存档备份，存于）BBC（页面存档备份，存于）

## 7月7日
- 2007年亚洲杯足球赛在泰国曼谷开幕。搜狐（页面存档备份，存于）
- 氣候危機演唱會举行。中国日报（页面存档备份，存于）
- 世界新七大奇蹟結果公佈。萬里長城、泰姬陵、羅馬鬥獸場、約旦的佩特拉古城、巴西里約熱內盧的基督像、秘魯的馬丘比丘、墨西哥的奇琴伊查金字塔當選。英國廣播公司（页面存档备份，存于）
- 教宗本篤十六世宣佈解除對舉行脫利騰彌撒的限制。美聯社（页面存档备份，存于）

## 7月6日
- 根據新解密的文件顯示，已故法國總統密特朗對盧旺達大屠殺表示支持，理由是防止英美勢力擴張。獨立報
- 熱浪侵襲美國西部，多處錄得破紀錄高溫。紐約時報（页面存档备份，存于）

## 7月5日
- 英格兰银行将基本利率从5.5%上调到5.75%，这是去年8月以来第5次利率上调。BBC中文网（页面存档备份，存于）
- 澳大利亞搜兩間醫院調查英國炸彈案。BBC中文网（页面存档备份，存于）
- 國際奧委會宣佈從2010年開始舉辦青少年夏季奧林匹克運動會，2012年開始舉辦青少年冬季奧林匹克運動會。新浪網（页面存档备份，存于）

## 7月4日
- 國際奧委會主席羅格宣佈俄羅斯索契奪得2014年冬季奧林匹克運動會主辦權。新浪網（页面存档备份，存于）
- 在加沙地區被俘虜的英國廣播公司記者阿倫·莊士敦獲釋。BBC（页面存档备份，存于）
- 巴西政府當局在一次突擊行動中，從亞馬遜地區一個甘蔗種植園救出近1100名遭受虐待的勞工。洛杉磯時報（页面存档备份，存于）
- 2007年山西黑砖窑案开庭审理。人民网[]
- 一名蘭州工人被手機爆炸炸死。這是全球首宗因手提電話爆炸引致死亡的案件。

## 7月3日
- 世界銀行一份有關中國污染狀況的報告，近三分之一被中國政府以「影響社會穩定」為由要求刪除。金融時報（页面存档备份，存于）
- 巴基斯坦政府和紅色清真寺在首都伊斯蘭堡爆發衝突，一名士兵和兩名伊斯蘭神學院學生死亡。BBC（页面存档备份，存于）

## 7月2日
- 美國總統布什免去捲入中央情報局秘密特工身份洩密案的前白宮高級官員路易斯·利比需要坐牢的刑罰，但罰款和緩刑維持不變。美國白宮（页面存档备份，存于）
- 俄羅斯總統普京和美國總統布什在緬因州肯納邦克港舉行非正式會晤，就美在東歐駐紮導彈等問題進行討論。紐約時報
- 少女時代出道日期7月2日 為韓國的SM Entertainment公司於2007年所推出的九人女子音樂團體，成員包括太妍、潔西卡、珊妮、蒂芬妮、孝淵、俞利、秀英、潤娥及徐玄

## 7月1日
- 慶祝香港回歸祖國十周年大會暨香港特別行政區第三屆政府就職典禮在香港會展举行。新华网（页面存档备份，存于）
- 香港七一遊行順利完成，主辦機構民間人權陣線宣佈遊行人數達到6.8萬人，超過去年的5.8萬人，也超出預測的5.5萬人。警方則公布數據稱，遊行人數有2萬人。BBC中文網（页面存档备份，存于）自由電子報東森新聞報（页面存档备份，存于）東森新聞報（页面存档备份，存于）TVBS新聞網（页面存档备份，存于）TVBS新聞網（页面存档备份，存于）
- 紀念黛安娜音樂會在恐怖襲擊的陰影下舉行。已故黛安娜王妃的兩位兒子致詞。BBC（页面存档备份，存于）
- 非洲聯盟在迦納首都阿克拉舉行峰會，討論由利比亞領袖卡扎菲提出的「泛非合眾國」的構想。BBC（页面存档备份，存于）
- 香港深港西部通道（即深圳灣公路大橋）及深圳灣口岸啟用，成為港深首個「一地兩檢」口岸。
- 中華民國國軍義務役役期減為1年2個月。